# 赫梅利奧維克
50°16′12″N 31°36′9″E / 50.27000°N 31.60250°E
赫梅利奧維克（烏克蘭語：Хмельовик）是位於烏克蘭北部的村莊，由基辅州布羅瓦里區的貝雷贊市鎮負責管轄。該村始建於1710年，面積1.03平方公里，海拔高度123米，2001年人口180，人口密度每平方公里174.8人。